# Élections législatives canadiennes de 1854
Les élections législatives canadiennes de 1854 se tiennent du 23 juin 1854 au 10 août 1854 dans la Province du Canada dans le but de former le 5e parlement.

## Résultats
Les libéraux réussissent à faire des gains au profit des conservateurs et des réformistes, sans réussir à former une majorité.
|  | Alignement         | Canada-Ouest                            | Canada-Est  | Total |
|  | ------------------ | --------------------------------------- | ----------- | ----- |
|  | Centre (statu quo) | 19                                      | 35          | 54    |
|  | Gauche réformiste  | 14 (Clear Grits), 6 (gauche réformiste) | 19 (rouges) | 39    |
|  | Droite             | 25                                      | 9           | 34    |
|  | Non alignés        | 1                                       | 0           | 1     |